# Liste der Biografien/Wok
Liste der Biografien |
Portal Biografien |
Personensuche
# |
A |
B |
C |
D |
E |
F |
G |
H |
I |
J |
K |
L |
M |
N |
O |
P |
Q |
R |
S |
T |
U |
V |
W |
X |
Y |
Z |
?
 
Wa |
Wc |
Wd |
We |
Wh |
Wi |
Wj |
Wl |
Wn |
Wo |
Wr |
Ws |
Wt |
Wu |
Ww |
Wy |
Wz
 
Woa |
Wob |
Woc |
Wod |
Woe |
Wof |
Wog |
Woh |
Woi |
Woj |
Wok |
Wol |
Wom |
Won |
Woo |
Wop |
Wor |
Wos |
Wot |
Wou |
Wov |
Wow |
Wox |
Woy |
Woz
Die Liste der Biografien führt alle Personen auf, die in der deutschsprachigen Wikipedia einen Artikel haben. Dieses ist eine Teilliste mit 19 Einträgen von Personen, deren Namen mit den Buchstaben „Wok“ beginnt.

## Wok
- Wok I. von Krumau († 1300), böhmischer Adliger aus dem Krumauer Familienzweig der Witigonen
- Wok II. von Krumau († 1302), böhmischer Adliger aus dem Krumauer Familienzweig der Witigonen, der mit ihm erlosch
- Wok II. von Rosenberg (1459–1505), böhmischer Adeliger aus dem Geschlecht der Rosenberger
- Wok von Rosenberg, Marschall des Königreichs Böhmen; Landeshauptmann der Steiermark

### Woka
- Wokalek, Johanna (* 1975), deutsche SchauspielerinJohanna Wokalek (* 1975)

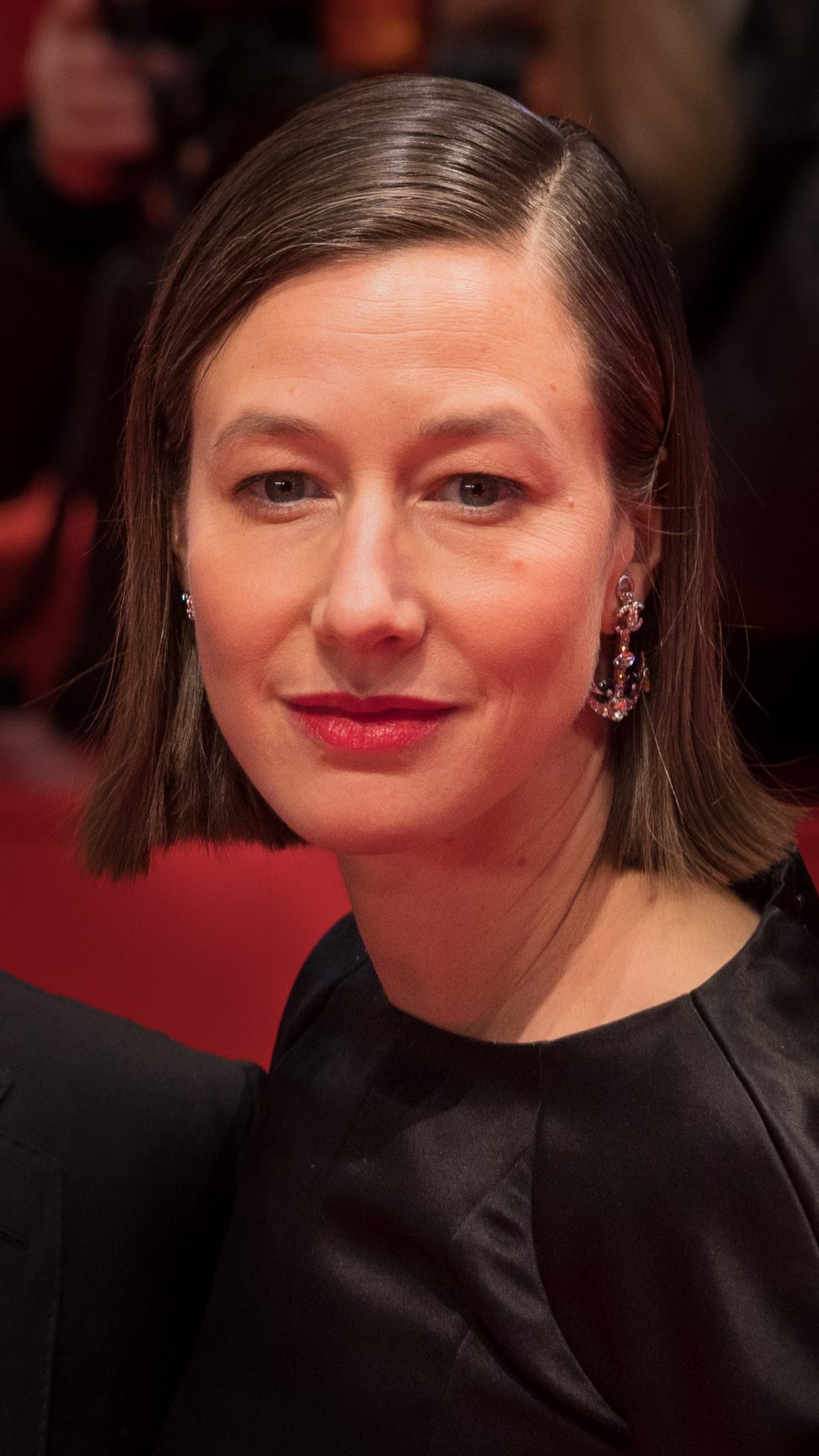
Johanna Wokalek (* 1975)

- Wokalek, Karl (* 1949), deutscher Diplomat
- Wokart, Norbert (* 1941), deutscher Philosoph und Autor
- Wokatsch, Alexander Andrejewitsch (1926–1989), sowjetischer Theater- und Filmschauspieler und Theaterregisseur

### Woke
- Woken, Franz (1685–1734), deutscher Pädagoge, Historiker, Sprachwissenschaftler und lutherischer Theologe
- Woker, Gertrud (1878–1968), Schweizer Frauenrechtlerin, Chemikerin und Friedensaktivistin
- Woker, Martin (* 1953), Schweizer Ethnologe und Journalist
- Woker, Philipp (1848–1924), Schweizer Historiker und christkatholischer Theologe

### Woki
- Wokittel, Franz-Josef (1938–2020), deutscher römisch-katholischer Geistlicher

### Wokk
- Wokke, Marja (* 1957), niederländische Langstreckenläuferin

### Woko
- Wokoeck, Brigitte (* 1946), deutsche Eiskunstläuferin
- Wokoma, Susan (* 1987), britische Schauspielerin

### Wokr
- Wokral, Josef (1875–1926), österreichischer Bürgermeister der Stadt Steyr und Abgeordneter im Oberösterreichischen Landtag

### Woku
- Wokujew, Jermil Michailowitsch (* 1992), russischer Skilangläufer
- Wokujewa, Olga Olegowna (* 1992), russische Skilangläuferin